# S/2003 J 19
القمر S/2003 J 19 هو قمر طبيعي غير نظامي يتحرك بحركة تراجعية تابع لكوكب المشتري.
و ينتمي هذا القمر إلى مجموعة كارم المكونة جميعها من أقمار غير نظامية وتتحركة بحركة تراجعية دائرة حول المشتري على مسافة تتراوح بين 23 و 24 جيجامتر وزاوية ميلان تبلغ تقريباً 165°.

## اكتشافه
اكتشف هذا القمر فريق من علماء الفلك بقيادة بريت جلادمان في عام 2003 للميلاد، وتمت تسميته مؤقتاً بالاسم S/2003 J 19 

## خصائصه
يدور هذا القمر حول كوكب المشتري على مسافة متوسطة تبلغ 22,709 ميغامتر في 699.125 يوماً، بزاوية ميل يبلغ قدرها 165 درجة في اتجاه (°164 من خط الاستواء في المشتري) حسب مسير الشمس مع شذوذ مداري يبلغ قدره 0.1961.
و يبلغ قطر هذا القمر حوالي كيلومترين.